# وزارة المواصلات والاتصالات (قطر)
تقديرًا للدور الحيوي الذي تلعبه تكنولوجيا المعلومات والاتصالات في بناء دولة عصرية ترتكز على اقتصاد قوي قائم على المعرفة وتحقيقًا لأهداف رؤية قطر الوطنية 2030، قامت القيادة الحكيمة لدولة قطر باستحداث وزارة الاتصالات وتكنولوجيا المعلومات ضمن التشكيل الوزاري الذي تم الإعلان عنه في يونيو 2013 لتحل محل «المجلس الأعلى للاتصالات وتكنولوجيا المعلومات»، الذي أُسس عام 2004 بموجب المرسوم بقانون رقم (36) لسنة 2004، وتكون امتدادًا لمسيرته. وتم دمجها مع وزارة النقل بعد ذلك لتصبح وزارة المواصلات والاتصالات.

## مهام الوزارة
تضطلع الوزارة بالعديد من المهام الرئيسية، بما في ذلك الإشراف على تطوير قطاع الاتصالات وتكنولوجيا المعلومات لبناء قطاع نشط وحيوي وآمن يسهم في تعزيز اقتصاد وطني متنوع يعود بالنفع على جميع الأفراد والمؤسسات في دولة قطر؛ فضلًا عن تطوير الخطط، والسياسات، والبرامج، والمشاريع، والمبادرات والإشراف على تنفيذها لتنمية هذا القطاع وتهيئة بيئة تشجع على المنافسة والاستثمار؛ وتطوير الجيل القادم من البنية التحتية ومن ثَمّ تأمين وتعزيز كفاءة تلك البنية؛ وكذلك قيادة وتحفيز الإبداع انطلاقا من كونه محركا رئيسا للتغيير على مستوى التقدم الإنساني، والاجتماعي، والاقتصادي، والبيئي.
ويأتي ضمن أولويات الوزارة أيضًا تطوير برامج الحكومة الإلكترونية، وتعزيز القدرات ورفع الثقافة والمهارات الرقمية لتشجيع الابتكار وبناء مجتمع معلوماتي شامل يتفاعل أفراده مع التكنولوجيا، بهدف تطوير سبل جديدة ومبتكرة للعمل والتواصل فيما بينهم على نحو يلهم حياتهم ويثريها.

## نبذة عامة عن برامج الوزارة

### الحكومة الإلكترونية
تعمل التكنولوجيا في جميع أنحاء العالم على تسهيل الحياة اليومية لدى الأفراد حيث انها تعمل على تقديم حلول أبسط وأسرع من قبل. وللجهات الحكومية تقدم التكنولوجيا فرصاً جديدة للتواصل مع الجمهور وعالم الأعمال لتلبية احتياجاتهم، فضلاً عن توفير الأدوات التي يحتاجها موظفو الحكومة لتقديم خدمة متميزة ذات مستوى عالمي تتسم بالفعالية والابتكار. وتستخدم الحكومة الإلكترونية التكنولوجيا والتقنيات الحديثة لتحقيق قيمة حقيقية للعملاء الذين يصلون لخدماتها، بما في ذلك إجراء المعاملات عبر الإنترنت وترقية مواقع الإنترنت لجعل استخدامها أكثر سهولة وبساطة، وإيجاد خدمات أو تطبيقات مبتكرة تعمل على تحسين الجوانب المختلفة لحياة الأفراد.
وتهدف مشاريع الحكومة الإلكترونية إلى زيادة الخدمات الإلكترونية للمواطنين والشركات مع رفع كفاءة هذه الخدمات وتيسر سبل الوصول إليها، وتوفير هيئات حكومية متكاملة وذات كفاءة عالية من خلال الاستخدام المبدع لتكنولوجيا الاتصالات والمعلومات، وزيادة شفافية المؤسسات الحكومية وتشجيع المشاركة في العملية الديمقراطية
كانت بوابة «حكومي» قد دُشنت عام 2008 في إطار سعى دولة قطر لوضع مقومات التكنولوجيا في متناول جميع أفراد المجتمع بهدف بناء مجتمع مترابط رقميًا واقتصاد قائم على المعرفة. وقد عكست بوابة «حكومي» الجهد الوطني الكبير الذي تبذله دولة قطر لتطوير الأداء الحكومي من خلال مساهمتها في زيادة استجابة الأجهزة الحكومية؛ وزيادة شفافيتها.
وفي إطار سعى بوابة «حكومي» لزيادة فعالية الخدمات الحكومية وجعلها أكثر استجابة لاحتياجات الأفراد بالتعاون مع الهيئات والجهات الحكومية، تم إطلاق النسخة الجديدة لبوابة «حكومي» في عام 2010 بهدف تطوير وزيادة خدماتها الإلكترونية وتوفيرها عبر شبكة الإنترنت من خلال منصة موحدة آمنة وموثوقة تتيح إمكانية الوصول إلى طيف من الخدمات والمعلومات الحكومية التي يحتاجها سكان دولة قطر على مدار الساعة.

### المجتمع الرقمي
تسعى وزارة الاتصالات وتكنولوجيا المعلومات إلى تعزيز الثقافة والمهارات الرقمية بين جميع شرائح المجتمع القطري بهدف تمكينهم من الإسهام في الحياة الاقتصادية والثقافية لدولة قطر من خلال الاستخدام الفعال والآمن لتكنولوجيا المعلومات والاتصالات، وبما يدعم توفير قوى عاملة مؤهلة في سوق العمل القطري. وانطلاقًا من هذا الهدف، تلتزم الوزارة بخلق مجتمعٍ رقميٍ متكاملٍ يتمتع جميع أفراده بفرصٍ متساويةٍ للنفاذ إلى التكنولوجيا من خلال خلق أكبر عددٍ ممكنٍ من الفرص لتعزيز جاهزية أفراد المجتمع الرقمية للمشاركة في بناء اقتصاد قائم على المعرفة.
ترتكز أنشطة المجتمع الرقمي على أربعة محاور:
- الشمولية الرقمية: يسعى برنامج الشمولية الرقمية إلى تعزيز المهارات الرقمية لدى الشرائح المجتمعية الأكثر عرضة لخطر الإقصاء الرقمي عن طريق خلق العديد من فرص الوصول إلى أدوات تكنولوجيا المعلومات والمهارات اللازمة لاستخدامها بفعالية.
- الثقافة الرقمية: يهدف برنامج الثقافة الرقمية إلى تعزيز مستوى الوعي لدى أفراد المجتمع القطري وخلق ثقافة سيبرانية صحية، بحيث يتمتع جميع أفراد المجتمع القطري بالمعرفة اللازمة للاستفادة من الفرص المتعددة التي يوفرها الفضاء الإلكتروني بأمان.
- المهارات الرقمية: يدعم برنامج المهارات الرقمية رفع مستوى الوعي والاستفادة من مجموعة كبيرة من الوظائف المتاحة في مجال الاتصالات وتكنولوجيا المعلومات، بالإضافة إلى تطوير قوى عاملة ماهرة ومؤهلة في هذا المجال لتعزيز الجهود الرامية إلى خلق اقتصاد قطري قائم على المعرفة.
- التأثير الرقمي والتكنولوجيا الناشئة: يشتهر هذا البرنامج باسم برنامج «راصد» البحثي، حيث يركز البرنامج على دراسة آثار تكنولوجيا المعلومات والاتصالات والإنترنت على المجتمع، وتزويد الأطراف المعنية بالبيانات اللازمة حول آثار التقنيات الرقمية الحديثة وإمكانياتها.

### الأمن الإلكتروني
إن من أهم أولويات وزارة الاتصالات وتكنولوجيا المعلومات حماية النظم والبنية الأساسية لتكنولوجيا المعلومات والاتصالات، ومن أجل ذلك تم إنشاء «الفريق القطري للاستجابة لطوارئ الحاسب» المعروف باسم «كيوسرت» (Q-CERT). ويعمل الفريق مع الهيئات الحكومية وهيئات القطاعين العام والخاص ومع المواطنين القطريين لتوعيتهم بكيفية احتواء المخاطر والتهديدات التي تواجههم على شبكة الإنترنت، ويعمل الفريق أيضاً من أجل حماية المعلومات الحساسة على شبكة الإنترنت وضمان تأمينها.
وبما أن قضايا تأمين المعلومات تتخطى الحدود الجغرافية للدولة الواحدة فإن فريق «كيوسرت» عضو في المنتدى الدولي للطوارئ الحاسوبية وفرق التأمين" المعروف باسم (FIRST)، ويدعم هذا المنتدى العلاقات الدولية التي تربط فرق التأمين بعضها ببعض والشركاء حول العالم من أجل تبادل أحدث المعلومات حول التهديدات والمخاطر التي تتعرض لها المواقع الإلكترونية الحساسة.

## استراتيجيات وطنية
أطلقت وزارة الاتصالات وتكنولوجيا المعلومات ثلاث استراتيجيات وطنية في قطاع تكنولوجيا المعلومات والاتصالات من شأنها تعزيز الجهود التي تبذلها دولة قطر نحو بناء اقتصاد آمن ومنفتح يقوم على المعرفة. تهدف «إستراتيجية الحكومة الإلكترونية لدولة قطر 2020» إلى تقديم خدمات حكومية أفضل، وخفض الإنفاق العام، وضمان التنسيق التام بين مختلف الجهات الحكومية. ومن جهة أخرى، تمثل «الاستراتيجية الوطنية للأمن السيبراني لدولة قطر»، التي تم وضعها بالتعاون بين وزارة الاتصالات وتكنولوجيا المعلومات واللجنة الوطنية لأمن المعلومات، خطة عمل للمضي قدمًا نحو تعزيز الأمن السيبراني بدولة قطر لحماية المصالح الوطنية والحفاظ على الحقوق والقيم الأساسية للمجتمع القطري. فضلًا عن ذلك، تم وضع «إستراتيجية الدمج من خلال التكنولوجيا» لتمكين أفراد المجتمع من ذوي الاحتياجات الخاصة من خلال استخدام أدوات التكنولوجيا، حيث سيقوم مركز التكنولوجيا المساعدة بقطر «مدى» بالعمل على تنفيذ هذه الاستراتيجية.